# Пјавена (Болцано)
Пјавена (итал. Piavenna) је насеље у Италији у округу Болцано, региону Трентино-Јужни Тирол.
Према процени из 2011. у насељу је живело 47 становника. Насеље се налази на надморској висини од 1724 м.